# AS-17
La AS-17 es una vía de comunicación que pertenece a la Red Regional de Carreteras del Principado de Asturias. Tiene una longitud de 36,9 km y une las localidades de Avilés y Langreo, atravesando los concejos de Avilés, Corvera de Asturias, Llanera, Siero y Langreo.
Se tiene previsto que parte de su trazado forme parte de la futura autovía AS-III (Avilés - Langreo).

## Recorrido

### Tramo de Avilés a Posada de Llanera (17,3 km)
Este tramo comienza en la avilesina rotonda de Los Oficios (se cruza con la N-632). 
Su kilómetro 1 se halla justo después de la rotonda de Los Canapés y discurre, en trazado urbano, a través de Villalegre para alcanzar Las Vegas, primera localidad de Corvera de Asturias. Continúa a través de Los Campos, Nubledo y Cancienes, y tras esta población se interna en la larga recta de Solís. A continuación y tras el cruce con la carretera hacia Campañones inicia la ascensión del Alto de La Miranda (236 m) y se adentra en el concejo de Llanera, alcanzando la capital, Posada de Llanera.
Este tramo finaliza en una rotonda, donde enlaza con la carretera AS-374.
En el km 1,9, en la localidad de Las Vegas, enlaza con la carretera CV-2.
En el km 2,7, en la localidad de Los Campos, enlaza con las carreteras AS-233 y AS-389.
En el km 6,6, en la localidad de Cancienes, enlaza con la carretera AS-327.
En el km 9,2, enlaza con la carretera CV-3.
En el km 12,1, en la localidad de La Miranda, enlaza con la carretera LL-9.
En el km 13,7, en el Alto de la Miranda, enlaza con la carretera AS-325.
En el km 15,1 enlaza con la carretera LL-2.
En el km 16,7, en la localidad de Posada de Llanera, enlaza con la carretera AS-373.

### Tramo de Posada de Llanera a Bobes (7,6 km)
Este tramo se encuentra desdoblado, siendo la autovía AS-17, y cuenta con dos carriles por sentido. Comienza en la rotonda de enlace con la carretera AS-373 y finaliza en la localidad sierense de Bobes.
En el km 20,5 enlaza con la autovía AS-II y con las carreteras LL-3 y SI-1.
En el km 21,9 enlaza con la carretera AS-381 y con la autopista A-66.

### Tramo de Bobes a Langreo (12 km)
Este tramo se encuentra desdoblado, siendo la autovía AS-17, y cuenta con dos carriles por sentido. Comienza en la rotonda situada en las proximidades de la localidad de Bobes y finaliza en la rotonda situada en Riaño y que sirve de enlace con la AS-117.
La carretera asciende para atravesar la Sierra de La Paranza, que salva a través de dos túneles conocidos como Túneles de Riaño, y adentrarse en el valle del río Nalón.
Anterior a los túneles se halla un antiguo viaducto, que ahora utiliza una carretera local. Junto a los túneles se halla un antiguo tramo de la carretera original, actualmente inaccesible y cerrado al tráfico. 
En el km 28,3 enlaza con la autovía A-64 y con la carretera N-634.
En el km 30 enlaza con la carretera SI-6.

## Denominaciones antiguas del Plan Peña
Antes de la entrada en vigor en 1989 el Nuevo catálogo de Carreteras del Gobierno del Principado de Asturias, todas las carreteras del territorio asturiano estaban clasificadas en 4 categorías, 5 si se incluían las autovías y autopistas construidas previamente o en proceso de construcción:
- Carreteras Nacionales, de color rojo.

- Carreteras Comarcales, de color verde.

- Carreteras Locales, de color amarillo.

- Carreteras Provinciales, de color azul.

Las denominaciones de las carreteras Nacionales y Comarcales fueron establecidas en el Plan Peña entre 1939 y 1940, con identificadores con las siglas N y C respectivamente y siguiendo un sistema radial con Madrid como punto de referencia para la asignación de las claves de todas las carreteras, explicado más a detalle en los Anexos de las carreteras Nacionales y Comarcales de España.
En cambio las denominaciones de las carreteras Locales y Provinciales no se asignaron hasta 1961, año en el que las Jefacturas Provinciales de Carreteras, excluyendo las de Álava y Navarra por ser Comunidades Forales y que por ello aplicaron sistemas propios y realizaron la organización y denominación de todas las carreteras no comprendidas en Nacionales y Comarcales que discurriesen por su territorio.
Para ello, se adoptaron para cada provincia las siglas de 1 o 2 letras utilizadas en las matrículas de los vehículos para las carreteras Locales, en este caso la O de Oviedo para Asturias, y las mismas siglas con las letras P o V intercaladas con la clave numérica u otras siglas completamente distintas con otros significados, como en el caso particular de Asturias por el uso de las siglas CP de "Carretera Provincial".
Al realizarse dicho cambio en las denominaciones de las carreteras del Principado de Asturias, la AS-17 estaba formada por 2 carreteras Comarcales:
| Identificador | Denominación     | Itinerario comprendido por la nueva denominación |
| ------------- | ---------------- | ------------------------------------------------ |
| C-634         | Avilés - Langreo | Todo su trazado                                  |
| C-635         | Riaño - Oviedo   | Puerto de Tarna - Langreo                        |

## Denominaciones actuales del Principado de Asturias
Con respecto al paso del tiempo y los cambios temporales o permanentes de tráfico por la existencia o eliminación de vías alternativas, la Consejería de Medio Rural y Cohesión Territorial del Principado de Asturias realiza diversos cambios a las denominaciones de algunas carreteras por sus cambios de condiciones de calzada y firme, Intensidad Media Diaria (I.M.D.) e importancia con respecto a la vertebración y comunicación del territorio.
Dichos cambios se centran en la asignación de nuevas denominaciones a causa de la construcción de nuevas carreteras o las que vieron su denominación anterior modificada, ya fuese de una categoría superior o inferior. Aparte de crear nuevas denominaciones, también hay algunas antiguas que se eliminan a causa del cambio de categoría, también producido por haber pertenecido a una categoría superior o inferior a la original o, en otros casos, haber sido unificada con otra carretera existente, formando nuevos ejes con cierta continuidad e importancia.
Todos estos cambios se encuentran reflejados en los siguientes catálogos de Carreteras del Principado de Asturias publicados posteriormente al original:
- Catálogo de la Red de Carreteras del Principado de Asturias de 2007[2]

- Catálogo de la Red de Carreteras del Principado de Asturias de 2008[3]

- Catálogo de la Red de Carreteras del Principado de Asturias de 2017[4]

- Catálogo de la Red de Carreteras del Principado de Asturias de 2019[5]

En este caso, la AS-17 originalmente comunicaba Avilés con el Puerto de Tarna, pero en el Catálogo de 2007 parte de su trazado fue asumido por la AS-117, desde Riaño al Puerto de Tarna, para que la AS-17 se viese sustituida en un futuro por la AS-III. Aparte, todos tramos antiguos de la AS-17, en concreto los trazados de Coruño a Silvota, Riaño a El Condado y Les Yanes a Campo de Caso fueron denominados AS-385, AS-387 y AS-117a en los Catálogos de 2007 y 2017, haciendo que la denominación de AS-17a desaparezca del catálogo por haber sido modificada por otras.